# Կ

Կとկ

筆記体

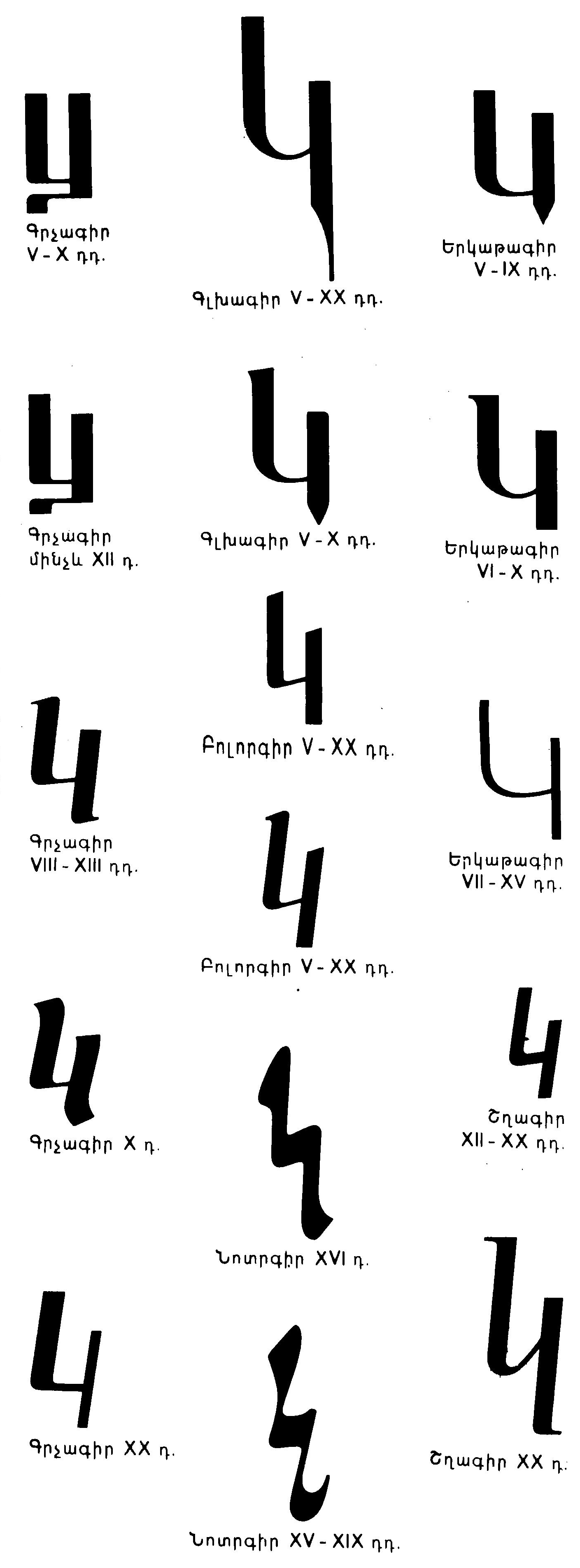
Կとկの様々な書体

Կ, կ（アルメニア語: կեն、発音は東アルメニア語でken、西アルメニア語でgen）は、アルメニア文字の15番目の文字である。405年ごろにメスロプ・マシュトツによって作成されたと見られる。

## 使用
古典アルメニア語と東アルメニア語では無声軟口蓋破裂音[k]を表す。西アルメニア語では有声軟口蓋破裂音[g]を表す。記数法では60を表す。東アルメニア語のラテン文字転写では「K」と記す。
東アルメニア語の文法上では動詞の条件法の接頭辞として使われる（ուտել → կուտեմ、կուտերなど）。

## 書体

## 符号位置
| 文字 | Unicode | JIS X 0213 | 文字参照        | 備考 |
| ---- | ------- | ---------- | --------------- | ---- |
| Կ    | U+053F  | -          | &#x53F; &#1343; |      |
| կ    | U+056F  | -          | &#x56F; &#1391; |      |